# Kasai
Kasai (francouzsky Kasaï, portugalsky Rio Cassai) je řeka v Demokratické republice Kongu a v Angole. Na úseku poblíž ústí se nazývá Kwa. Jde o největší levý přítok Konga. Je 2 000 km dlouhá. Povodí má rozlohu 880 200 km².

## Průběh toku
Pramení na planině Lunda a stéká z jejích severních svahů do Konžské pánve. Přitom vytváří četné peřeje a vodopády. Na dolním toku jsou častá rozšíření řeky na 5 až 6 km, která mají charakter jezer. Hlavní přítoky jsou Lulua, Sankuru, Fimi s Lukenje zprava a Kwango zleva

## Vodní režim
Zdrojem vody jsou převážně dešťové srážky. Velkou roli hrají i zdroje podzemní vody. Nejvodnější je od září až října do dubna a nejnižší úroveň má v srpnu. Průtok se na dolním toku pohybuje od 5 000 do 20 000 m³/s. Průměrný roční průtok činí 10 000  m³/s.

## Využití
Na dolním toku je rozvinutá lodní doprava do vzdálenosti 790 km od ústí. Je to jedna z nejdůležitějších vodních tras v povodí řeky Kongo. Je zde rozvinuté rybářství. V povodí se nacházejí velká naleziště diamantů. V oblastech, kde se těží, byly vybudovány tři vodní elektrárny.